# Кулагин, Леонид Николаевич
Леони́д Никола́евич Кула́гин (род. 7 июня 1940, Киренск, Киренский район, Иркутская область, РСФСР, СССР) — советский и российский актёр и режиссёр театра и кино, сценарист. Народный артист РСФСР (1986). Лауреат Государственной премии РСФСР имени К. С. Станиславского (1978).

## Биография
Леонид Кулагин родился 7 июня 1940 года в городе Киренске Иркутской области, в семье простых рабочих. После смерти матери в 1947 году на операционном столе из-за врачебной ошибки воспитывался отцом, а позже — и мачехой (тётей Нюсей). В среднюю школу пошёл в родном городе отца — Горьком, там же её и окончил.
С шестилетнего возраста практически жил в горьковском драматическом театре, где его отец работал радиомехаником. В школьные годы принимал участие в художественной самодеятельности, посещал Дворец пионеров, а также увлекался пением.
В 1956 году поступил, а в 1960 году окончил театральную студию при Горьковском государственном театре драмы имени Максима Горького. Получив диплом актёра, остался служить в труппе театра. Играл также в театрах Читы, Ярославля, Липецка, Брянска.
В 1968—1995 годах служил в труппе Московского драматического театра имени Н. В. Гоголя.
С 1997 по 2004 годы — главный режиссёр Брянского областного театра юного зрителя. За это время поставил семнадцать спектаклей, многие из которых по сей день остаются в репертуаре этого театра.
Вернувшись в Москву в 2004 году, возглавил Продюсерский центр «Театральное товарищество», где работал во всех антрепризных постановках как режиссёр и актёр. Принимал участие в работе над циклом передач «Учители. Мыслители. Пророки», реализованном радио России при поддержке Радио «Голос надежды». Цикл выпускался в серии передач «Мир. Человек. Слово». Актер выступил в нем как диктор.

## Семья
- Первая жена — Людмила Валерьевна Нельская (1942?—1964?), актриса[4].  Скончалась в 22 года от белокровия.
- Вторая жена — Элеонора Илларионовна Кулагина (Лапицкая) (1939—2024), актриса
  - Сын Алексей
    - Внук Кирилл

## Творчество

### Фильмография

#### Актёрские работы
1. 1967 — Начало неведомого века (новелла «Ангел») — комиссар Парфёнов
2. 1969 — Дворянское гнездо — Фёдор Иванович Лаврецкий, дворянин
3. 1970 — О друзьях-товарищах — Стефан Вишняк, эсер, товарищ по каторге комиссара Московской ЧК Ольги Даниловны Листопад
4. 1970 — Расплата — Михаил Платов, отец Алексея Платова
5. 1971 — Слушайте, на той стороне — Абозов
6. 1971 — Кочующий фронт — Григорий Иванович Самбурской, есаул
7. 1972 — Приваловские миллионы — Сергей Александрович Привалов, уральский промышленник-миллионер
8. 1972 — Четвёртый — председатель комиссии по расследованию
9. 1973 — Товарищ генерал — генерал СС
10. 1973 — Города и годы — Платонов
11. 1974 — Самый жаркий месяц — Лукьянов
12. 1974 — Ваши права? — Олег Петрович Малик, отец Миши
13. 1974 — Осень — Илья Юмашев, врач, муж Саши
14. 1975 — Мой дом — театр — Пров Михайлович Садовский, актёр Малого театра
15. 1977 — Машенька — Леонид Борисович, геолог
16. 1979 — Осенняя история — Игорь Новосельцев, врач, муж Анны Зориной
17. 1980 — Карл Маркс. Молодые годы — Михаил Александрович Бакунин, русский революционер, теоретик анархизма и народничества
18. 1980 — Крах операции «Террор» — Кирилл Прокопьевич Николаев, инженер-мостовик
19. 1980 — Полёт с космонавтом — подполковник
20. 1981 — Чёрный треугольник — Василий Григорьевич Мессмер, барон, полковник царской армии
21. 1981 — Следствием установлено — Иван Степанович Шостак («Фомин-Залевский»), мойщик в таксопарке
22. 1981 — Крепыш — Бардин
23. 1982 — Бой на перекрёстке — Ружич / Громов
24. 1983 — Баллада о доблестном рыцаре Айвенго — лорд Седрик Ротервудский, отец Айвенго
25. 1983 — Огонь, мерцающий в ночи... — Герцен
26. 1983 — Прости меня, Алёша — Василий Максимович, отец Анатолия
27. 1983 — Пароль — «Отель Регина» — Красовский (Иннокентий Васильевич Марков), генерал царской армии, член Туркестанской военной организации (ТВО)
28. 1984 — Клятва Джантая — Яков
29. 1984 — Деревья на асфальте — Степан Георгиевич, сын Анны Тимофеевны («Егорихи»)
30. 1984 — Продлись, продлись, очарованье... — врач, профессор (роль озвучил Александр Белявский)
31. 1985 — Чёрная стрела — сэр Дэниэл Брэкли, барон, опекун Ричарда (Дика) Шелтона
32. 1985 — Битва за Москву — Максим Алексеевич Пуркаев, генерал, начальник штаба Юго-Западного фронта РККА
33. 1986 — Перехват — Анатолий Андреевич Кононов, полковник КГБ
34. 1986 — Красные башмачки — лесной царь
35. 1988 — Гомункулус — доктор
36. 1988 — Радости земные — Михаил Лемехов, брат Василия Лемехова
37. 1988 — Приключения Квентина Дорварда, стрелка королевской гвардии — Людовик Лесли по прозвищу «Меченый», дядя Квентина Дорварда
38. 1988 — Ноктюрн 1931 года (короткометражный) — Александр Васильевич Чаянов, профессор Московской сельскохозяйственной академии имени К. А. Тимирязева
39. 1990 — Фуфель — Константин Кириллович Уваров, криминальный шеф
40. 1990 — Динозавры XX века — Эдуард Георгиевич, главарь банды
41. 1990 — Прости нас, мачеха Россия — Борис Шарич, югослав
42. 1990 — Очарованный странник — барин
43. 1991 — Яр — Карев
44. 1991 — Детство Тёмы — Николай Семёнович, отец Тёмы
45. 1991 — Ау! Ограбление поезда — Григорий Михайлович Повещук, следователь по особо важным делам
46. 1991 — Афганский излом — генерал Стеклов
47. 1991 — Невозвращенец — писатель
48. 1991 — Штемп — Вадим Андреевич, генерал МВД
49. 1991 — Господня рыба — Воланд
50. 1992 — Глаза — отец Насти
51. 1992 — Человек из команды «Альфа» — Майлз
52. 1992 — Овен —
53. 1992 — Казино — Террел
54. 2001 — Парижский антиквар — Анри Лоран, владелец антикварного магазина в Париже, агент Службы внешней разведки
55. 2001 — Золото Югры — Бушуев
56. 2002 — За кулисами — Георгий Мартов
57. 2003 — Оперативный псевдоним — мистер Томпсон / Ричард Пиркс / Виталий Карданов, отец Максима Карданова (Сергея Лапина)
58. 2004 — Московская сага (цикл третий «Тюрьма и мир») — Василий Павлович Аксёнов, писатель
59. 2004 — Пепел «Феникса» — Искандер Иванович Безродный, криминальный авторитет по прозвищу «Азиат»
60. 2004 — Красная площадь — Курбанов, генерал, заместитель председателя КГБ СССР Юрия Андропова
61. 2004 — На углу, у Патриарших (4-й сезон) — Леонид Кириллович Вознесенский, журналист
62. 2004 — Сармат — Григорий Михайлович Савёлов
63. 2004—2013 — Кулагин и партнёры — Леонид Николаевич Кулагин, адвокат
64. 2005 — Звезда эпохи — Иван Алексеевич Бунин, русский писатель
65. 2005—2006 — Золотые парни — Александр Иванович Трифонов, полковник
66. 2005 — Примадонна — Айвенго
67. 2006 — Прииск — Служаев, участковый
68. 2006 — Охота на гения — Игорь Шохин, микробиолог
69. 2006 — Мой генерал — Феликс Янович, дед Вероники
70. 2006 — Кровавый круг — Александр Иванович Трифонов, полковник
71. 2006 — Волкодав из рода Серых Псов — Кнес Глузд Несмеянович
72. 2008 — Я — телохранитель (фильм № 3 «Телохранитель Каина») — Михаил, родственник бизнесмена Станислава Лисицына
73. 2008 — Трасса М8 — Юрий Борисович
74. 2008—2009 — Райские яблочки — Александр Павлович Наумов, врач, академик, отец Павла
75. 2009 — Банкрот — Самсон Силыч Большов, купец
76. 2010 — Полонез Кречинского / Свадьба. Дело. Смерть — ясновидящий
77. 2010 — Гадание при свечах — Леонид Стенич, врач, отец Марины Стенич
78. 2014 — Куприн. Яма — Яков Михайлович Амосов, генерал, дед Веры и Анны
79. 2014 — Екатерина. Взлёт — архиепископ Гавриил
80. 2015 — Саша добрый, Саша злой — Олег Сергеевич Матвеев («Матвей»), криминальный авторитет
81. 2016 — Русская игра / Rus’un Oyunu — Владимир, профессор
82. 2016 — Таинственная страсть — Ваксон (в пожилом возрасте), «шестидесятник» (прототип — Василий Павлович Аксёнов)
83. 2020 — Грозный — митрополит Макарий
84. 2021 — Кулагины — Леонид Николаевич Кулагин, куратор отдела Следственного комитета РФ по работе с нераскрытыми преступлениями, известный адвокат (в прошлом), отец майора полиции Алисы Кулагиной
85. 2022 — Кулагины-2 — Леонид Николаевич Кулагин, куратор отдела Следственного комитета РФ по работе с нераскрытыми преступлениями, известный адвокат (в прошлом), отец майора полиции Алисы Кулагиной

##### Фильмы-спектакли
1. 1971 — Борис Годунов (режиссёр — Л. Краснёнкова; Московский драматический театр имени Н. В. Гоголя) — Борис Годунов[2]
2. 1977 — Осторожно, листопад! — Шубин
3. 1983 — Вознаграждение — тысяча франков — барон де Пюанкорраль

#### Режиссёрские работы
- 1993 — Волчицы[2]
- 2002 — Буровая[2]
- 2004—2013 — Кулагин и партнёры (некоторые серии)

#### Работы сценариста
- 1993 — Волчицы

### Театральные работы

#### Режиссёрские постановки
- 1995 — «Трагедии первого этажа», трагикомедия В. Зверовщикова (Государственный академический русский драматический театр Республики Башкортостан, Уфа)[2]
- 1996 — «Комический театр», театральная фантазия по произведениям Карло Гольдони (Государственный академический русский драматический театр Республики Башкортостан, Уфа)[2]

### Озвучивание видеоигр
- 1999 — Max Payne — Винни Гоньитти, Джек Люпино, Рико Муэрте, Фламинго
- 2009 — Trine — диктор

## Награды
- 1976 — почётное звание «Заслуженный артист РСФСР».
- 1977 — серебряная медаль имени А. Д. Попова — за театральную деятельность.
- 1978 — лауреат Государственной премии РСФСР имени К. С. Станиславского — за исполнение роли в спектакле «Берег» по одноимённому роману Ю. В. Бондарева на сцене Московского драматического театра имени Н. В. Гоголя.
- 1986 — почётное звание «Народный артист РСФСР».
- 2003 — Орден Почёта — за многолетнюю плодотворную деятельность в области культуры и искусства[5].